# Onthophagus yanoi
Onthophagus yanoi är en skalbaggsart som beskrevs av Matsumura 1938. Onthophagus yanoi ingår i släktet Onthophagus och familjen bladhorningar. Inga underarter finns listade i Catalogue of Life.